# 本渡バスセンター

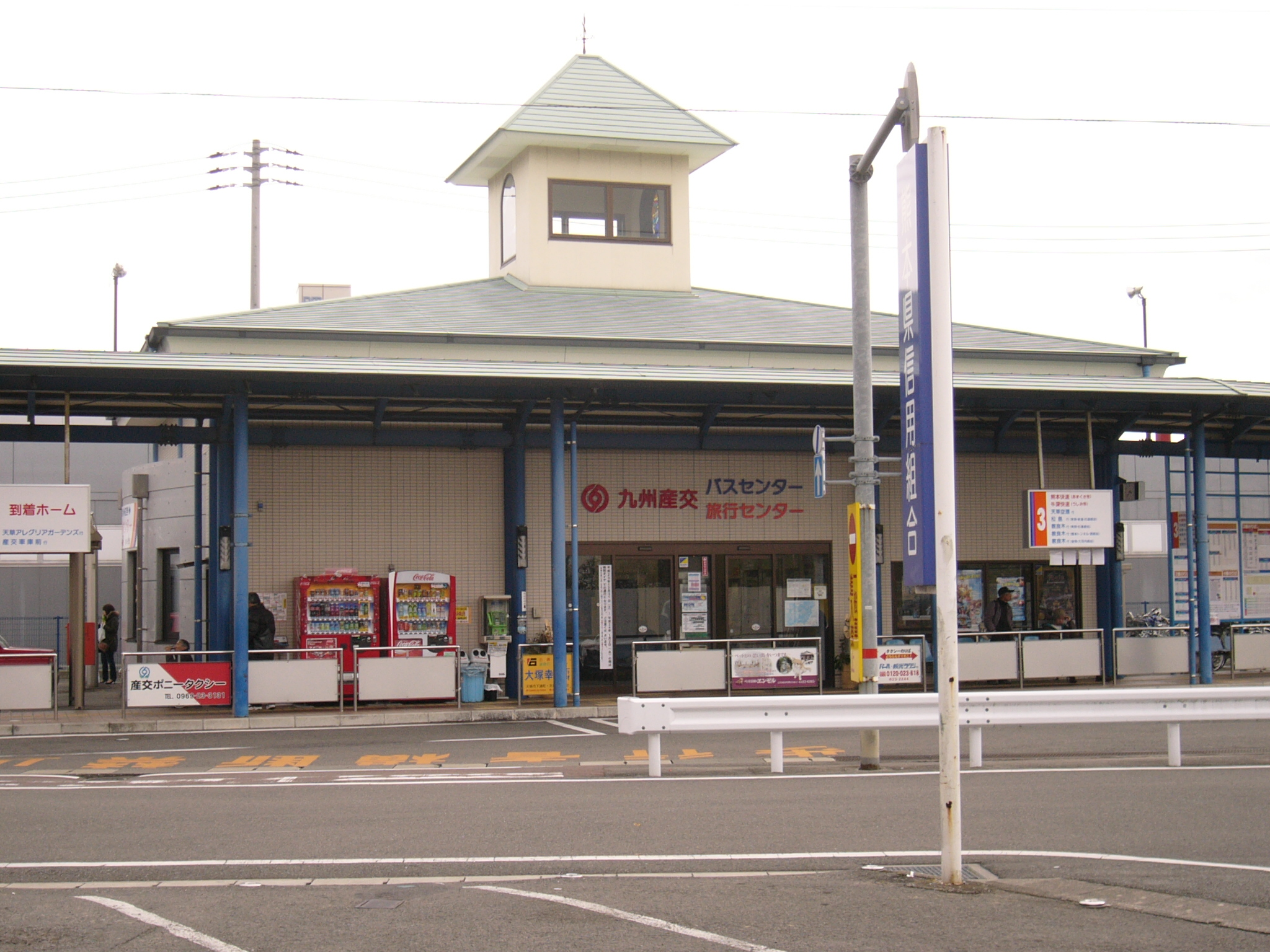
本渡バスセンター

本渡バスセンター（ほんどバスセンター）は、熊本県天草市南新町5-1（旧本渡市）にある、九州産交バス・産交バスのバスターミナル。天草市の中心部にあり、天草諸島におけるバス交通の結節点となっている。

## 概要

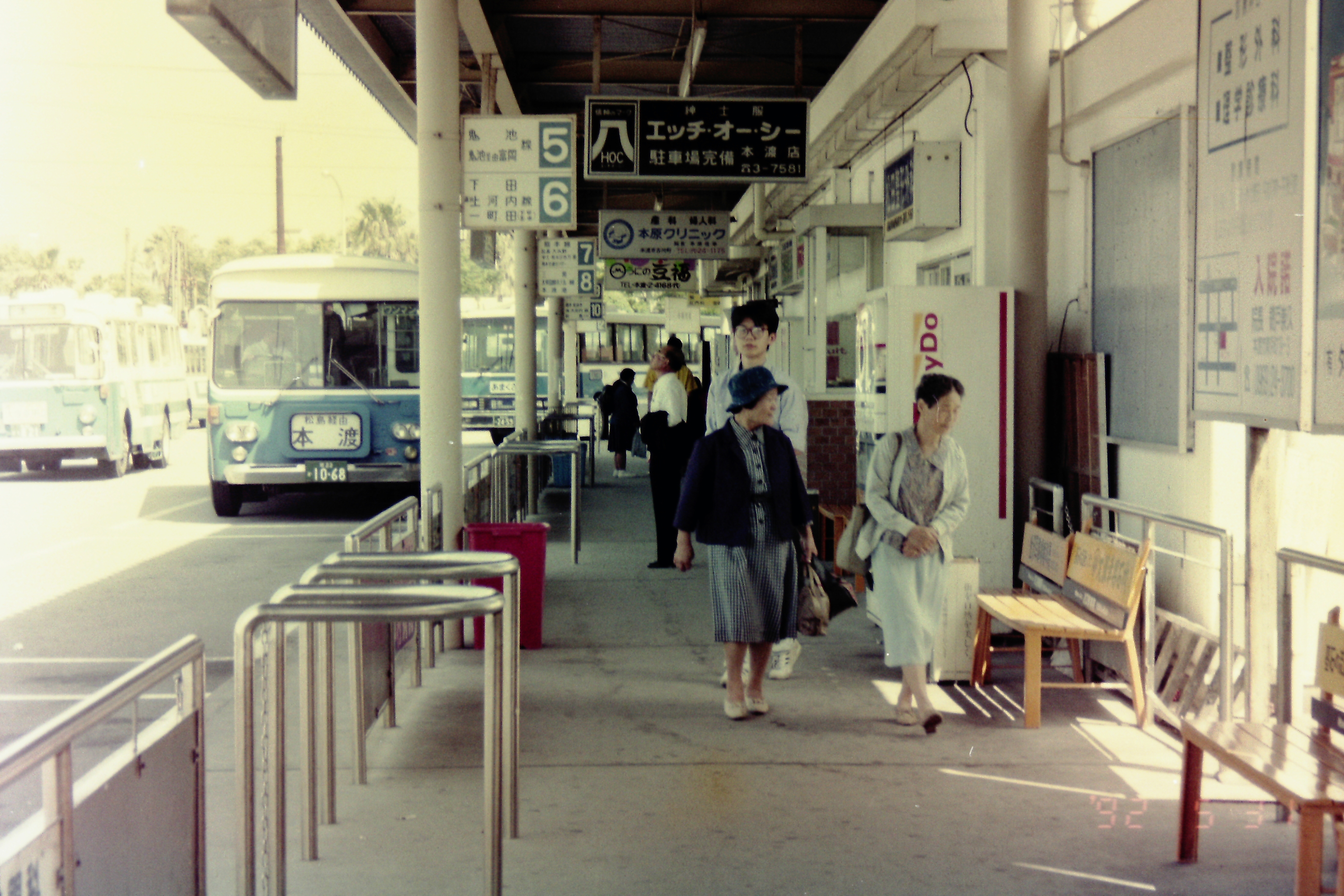
6バースあった頃の旧本渡バスセンター構内

かつて当バスセンターが開設される以前は市内中心部の本渡中央停留所を起点に発着していた。1978年3月にバスターミナルの機能を国道324号線沿いの現在の場所に移転し、以来熊本行き快速バスや天草島内各地行きの結節点として供用が開始された。当初はバス乗り場が6バースあり、敷地も現在の3倍ほどの広さで、施設内には待合所や案内窓口の他に売店やレストラン、コインロッカー、駐車場、駐輪場などもあったが、2004年頃に解体され、同じ場所に元の施設の3分の1の規模まで縮小した建物に建て替えられた。現在のバスターミナルは、案内所・発券窓口と待合所、トイレ、旅行営業所があり、バス乗り場は4バース、他にタクシー乗り場が設置されている。なお、産交バス天草営業所は当バスセンターとは別の場所にあるが、営業所には発券窓口は設置されておらず、当バスセンターがその代わりを担う。
以前当バスセンター行の路線バスの行先表示は単に「本渡」となっていたが、2009年10月1日よりほとんどの路線バスの行き先は「本渡バスセンター」と表示されるようになった。また、天草諸島内発着路線では熊本行快速バスを除き長らく案内番号（系統記号）は存在していなかったが、2024年4月1日より一般路線バスにおいては数字のみの、天草空港線においては「AP」といった案内番号や記号が付けられるようになった。

## 発着路線
天草諸島内の一部地域を除くほぼ全エリアにおける各方面行きの普通バスのほか、県都・熊本市間とを結ぶ快速バス「あまくさ号」、本渡市街地循環バス「のってみゅうかー」など多くの路線が発着する。ここから発着する路線は全て天草営業所が担当する。2018年11月まで熊本線においては九州産交バス熊本営業部・高速バス営業所（現：高速営業所）との共同運行路線であった。
かつては戦後においてそれまで天草諸島における複数の乗合事業者が運行していた路線のすべてが産交バスに統合された経緯から路線数も多く重複した系統も多くみられるなど複雑な路線網となっており、運行車両の全ては中型車両が用いられていたほか、急行三角線や準急熊本線なども運行されていた関係で三角営業所や中央営業所（当時）所属の一般路線向け大型車両なども乗り入れていた時期もあったが、1981年頃に準急熊本線は廃止となり、同時期に急行三角線は普通便に種別変更され各停化されたのち2005年頃に廃止された。
その後、沿線の過疎化や少子高齢化、マイカーの普及などの影響により、バス乗客の減少に伴う天草諸島内のバス路線網見直しによって2009年10月1日付で重複する路線の統合や廃止、コミュニティバス（本渡市街地循環バス）の運行開始などによって路線数も大幅に整理されており、運行車両も一般路線車はほとんどが小型車両での運行が中心となっている。また、一時期においては、一部の便はバスセンターから中央新町・市役所を循環して一旦バスセンターに戻って来たあと目的地に向かう（その逆もあり）ルートも存在したが、路線再編と本渡市街地循環バスの運行開始などにより、2010年10月1日までに廃止された。
前述の通り、2024年4月1日からは独自の案内番号（記号）が付与された。
当バスセンターは本渡BC、熊本桜町バスターミナルは桜町BTと省略。
| のりば | 路線名                      | 案内番号 | 運行区間 | 備考              |
| ------ | --------------------------- | -------- | --- | ----------------- |
| 1      | 富岡線                      | 31       | 本渡BC－中央新町－リンドマール前－大浜－今釜－労働庁舎前－佐伊津－五和支所－大島－鬼池港－イルカセンター－通詞－苓北町役場－志岐－富岡港                                  | [ 備 1 ] [ 備 2 ] |
| 1      | 鬼池線                      | 33       | 本渡BC－商工会議所前－天草警察署総合庁舎前－佐伊津－天草病院前－五和支所－セントラル病院前－鬼池港（島鉄フェリー乗り場）                                                  | [ 備 3 ]          |
| 1      | 通詞線                      | 35       | 本渡BC－中央新町－リンドマール前－大浜－今釜－イエローハット前－城河原－手野－二江－通詞－通詞島                                                                          | [ 備 4 ]          |
| 1      | 本町環状 （右回り）         | 24       | 本渡BC→中央新町→南校前→山の口→西の久保公園→東向寺→本町コミュニティセンター→天草拓心高校入口→新小松原→天草市役所→本渡BC                                                    | [ 備 5 ]          |
| 1      | 本町環状 （左回り）         | 25       | ※右回りの逆回り | [ 備 5 ]          |
| 1      | 循環バス （右回り）         | 20・21   | 本渡BC→栄町→諏訪神社入口→中央新町→船の尾→城下→馬場→箱の水→丸尾ヶ丘→西の久保公園入口→水の平→天草拓心高校入口→ナフコ前→八幡町→大矢→天草警察署総合庁舎前→天草市役所前→本渡BC |                   |
| 1      | 循環バス （左回り）         | 22・23   | ※右回りの逆回り |                   |
| 1      | 循環バス （南回り）         | 21・23   | 本渡BC→本渡港→天草市民センター→天草中央総合病院→太田町→ここらす（天草市複合施設）→本渡BC                                                                                  |                   |
| 2      | 牛深線                      | 41       | 本渡BC－亀川－地域医療センター－イオン前－枦宇土－宮地岳－新合－一町田中央－河浦病院－早浦橋－久玉－牛深高校前－牛深産交－牛深港－牛深市民病院                            | [ 備 6 ]          |
| 2      | 下田線                      | 45       | 本渡BC－亀川－地域医療センター－イオン前－枦宇土－仮俣－八丁－福連木－石立－白鷺橋－下田温泉                                                                              | [ 備 7 ] [ 備 8 ] |
| 2      | 高浜線                      | 47       | （本渡BC－下田温泉間は上記45に同じ）－下田大橋－鬼海ヶ浦－下田南－妙見ヶ浦－老人ホーム春光苑－白鶴浜－高浜上河内                                                          | [ 備 9 ]          |
| 2      | 大多尾線                    | 43       | 本渡BC－天草工業高校前－浜田－大門－楠浦－大宮地－福祉ゾーン前－黒崎－新和町漁協前－下大多尾                                                                              | [ 備 10 ]         |
| 2      | 山の浦線                    | 51       | （本渡BC－福祉ゾーン前間は上記43に同じ）－小宮地－宮地浦－中田港－宮野河内中央－上平－下平－深海－白石－山の浦                                                            | [ 備 11 ]         |
| 3      | 熊本線 「あまくさ号」       | AM       | 本渡BC－島子－松島－さんぱーる－宇土－熊本駅－桜町BT | [ 備 12 ]         |
| 3      | 空港線                      | AP       | 本渡BC－天草市役所前－新小松原－今釜－天草拓心高校入口－一ノ瀬－堀切－天草空港                                                                                            | [ 備 13 ]         |
| 3      | 松島線 （有明（旧道）経由） | 6        | 本渡BC－志柿－島子－小島子－下津浦－上津浦－さざ波の湯－下津江四郎ヶ浜ビーチ－赤崎－須子－大浦港－知十－今泉三叉路－松島                                                  | [ 備 14 ]         |
| 3      | 松島線 （浦・教良木経由）   | 12       | 本渡BC－知ヶ崎－本渡東小中学校入口－下浦－下柿塚－栖本馬場－宮田－倉岳校前－棚底－浦－教良木－知十－今泉三叉路－松島                                                      | [ 備 15 ]         |
| 3      | 栖本線 （下浦BP経由）       | 16       | 本渡BC－知ヶ崎－本渡東小中学校入口－下浦バイパス－金焼－白戸－柳田－栖本病院前                                                                                            | [ 備 16 ]         |
| 3      | 新町団地線 （金焼旧道経由） | 14       | 本渡BC－知ヶ崎－本渡東小中学校入口－下浦－金焼－栖本馬場－宮田－倉岳校前－棚底－浦－新町団地                                                                              | [ 備 17 ]         |
| 4      | 車庫線 「あまくさ号」       | AM       | 本渡BC－天草市役所－天草警察署総合庁舎前－産交車庫前 |                   |
| 4      | 各線到着（降車場）          |          | |                   |

## 変更または廃止となった路線
- 準急　熊本交通センター 行 … 快速「あまくさ号」の準急版。本渡から岩谷入口までは普通、岩谷入口から熊本交通センターまでは急行扱いとして運行していた。1981年頃（時期不明）に廃止。
- 急行　三角産交 行 … 1981年頃（時期不明）に廃止。急行廃止後、普通便に種別変更し各停化。
- 三角産交 行（島子・赤崎・松島・登立経由） … 上記の急行便廃止後より長らく普通便として運行していたが、2005年頃（時期不明）に廃止。

- 平成21年10月1日の路線再編に伴ったもの。
  - 富岡港 行（労働庁舎前・佐伊津・五和東中学校前・鬼池港・通詞経由) … 廃止。
  - 下田国民宿舎前・高浜上河内 行（中央新町・寺領・鶴・鶴野々(八丁経由） … ・鶴野々行（中央新町・寺領・平床・鶴経由)に縮小。
  - 下田国民宿舎前・高浜上河内 行（中央新町・とくさ口・半河内経由） … 上半河内行（中央新町・とくさ口経由）に縮小。
  - 平床・鶴 行（中央新町・寺領経由、鶴行は平床経由） … ・鶴野々行（中央新町・寺領・平床・鶴経由）に変更および統合。
  - 牛深港 行（楠浦・小宮地・中田港経由） … 上平までの運行に縮小（上平で系統分割）。
  - 崎津 行（地域医療センター・ジャスコ（現：イオン）前・宮地岳・新合・一町田中央経由） … 廃止。
  - 中田 行（楠浦・小宮地・碇石経由） … 廃止。
  - 中田 行（楠浦・小宮地・宮地浦経由） … 廃止。
  - 下大多尾 行（楠浦・迫経由） … 下大多尾から海沿いを回って立を経由、宮地浦まで延長。
  - 立 行（楠浦・小宮地・宮地浦経由） … ・同上の路線統合により廃止。
  - 楠甫 行（上津浦（旧道）・天草東高校前・大浦新道経由） … 教良木行（上津浦（旧道）・天草東高校前・大浦港・楠甫経由）と統合され廃止。
  - 松島 行（下浦小学校・金焼・栖本支所経由） … 教良木または大河内までの運行に縮小。
  - 松島 行（下浦・栖本トンネル・浦経由） … 教良木までの運行に縮小統一浦学校前行きバス停名が「浦公民館前」に変更となったため、浦公民館行きとなる。時期不明に完全廃止。
  - 赤崎（池の浦） 行（下浦小学校・金焼・栖本支所・大河内・教良木・樋の島経由） … 廃止。

- 平成22年9月1日の路線再編に伴ったもの。
  - 本渡港行き(本渡バスセンター発) … 廃止。
  - 延伸バス(バスセンター⇔天草市役所⇔中央新町⇔バスセンター 循環) … 廃止。

- 上記以降の廃止・短縮・変更となった路線
  - 阿蘇くまもと空港行「あまくさ号」 … 平成23年3月12日を以って全便熊本交通センター（現：桜町BT）までの運行に縮小。

  - イオン天草専用無料シャトルバス … 平成24年8月31日の運行を以って終了
  - 快速うしお号：牛深港 行 … 平成24年9月30日の運行を以って快速運転を終了し、牛深市民病院まで区間延伸され各停化。
  - 牛深港 行（地域医療センター・イオン前・宮地岳・新合・一町田中央・魚貫経由） … 平成24年9月30日を以って上記の快速便と統廃合。魚貫方面へは早浦橋 - 牛深港・牛深産交間の区間便として縮小したため乗換えが必要となった。
  - 教良木 行（上津浦（旧道）・大浦・大浦港・楠甫経由) … 平成24年10月1日をもって楠甫までの運行に縮小。
  - 天草アレグリアガーデンズ 行（快速あまくさ号） - 平成27年3月31日をもって産交車庫前までの運行に縮小。
  - 一町田　行（地域医療センター・宮地岳・新合経由） - 平成27年9月30日を以って廃止。
  - 上平　行（楠浦・小宮地・中田港経由） - 平成27年10月1日のダイヤ改正により山の浦まで延伸。
  - 宮地浦 行（楠浦・迫・下大多尾・立経由） - 平成30年3月31日を以って下大多尾までの運行に縮小。縮小に伴い、立など一部区間の停留所も廃止。
  - 上半河内 行（中央新町・とくさ口経由） - 平成31年3月31日を以って山の口から西の久保公園を経て旧鶴野々線の本町コミュニティセンターまでの区間と統合する形で本町環状線となり消滅。これに伴い、とくさ口以降の停留所は廃止。
  - 鶴野々 行（中央新町・寺領・平床・鶴経由） - 平成31年3月31日を以って上記の本町環状線新設に伴い消滅。これに伴い、平床・鶴など福岡（本町）以降の停留所は全て廃止。
  - 鬼池港　行（大浜・労働庁舎前・佐伊津・五和支所・大島経由） - 令和5年4月1日のダイヤ改正により運行経路一部変更に伴うもの。
  - 通詞　行（商工会議所前・総合庁舎・佐伊津・五和支所・セントラル病院前・鬼池港経由） - 同上
  - 富岡港　行（中央新町・城下・馬場・城河原・手野・二江・通詞・苓北町役場経由） - 同上
  - 大河内・教良木 行（本渡東小学校・金焼・栖本支所経由） - 令和5年9月30日を以って廃止。

### 備考
1. ↑  本渡BC行の案内番号は30
2. ↑  志岐－富岡港間については、富岡港行は天草拓心高校マリン校舎前（旧：苓洋高校前）→山陽公園前経由、本渡BC行は出来町→富岡産交（旧：富岡営業所）前経由と、それぞれ運行経路が異なるので注意が必要。
3. ↑  本渡BC行の案内番号は32
4. ↑  本渡BC行の案内番号は34
5. ↑  平日のみの運行（土日祝日運休）
6. ↑  本渡BC行の案内番号は40
7. ↑  本渡BC行の案内番号は44
8. ↑  一部便はイオン前非経由
9. ↑  本渡BC行の案内番号は46
10. ↑  本渡BC行の案内番号は42
11. ↑  本渡BC行の案内番号は50
12. ↑  あまくさ号は天草市－熊本市間をこまめに停車する「快速」と、両市間の主要停留所のみ停車する「超快速」の2系統がある。（「超快速」については諸事情により2020年5月より当面運休中）
13. ↑  空港行きは乗車のみ、空港発は降車のみのクローズ・ド・ドア（途中での乗降不可）
14. ↑  本渡BC行の案内番号は5
15. ↑  本渡BC行の案内番号は11
16. ↑  本渡BC行の案内番号は15
17. ↑  本渡BC行の案内番号は13

## 周辺
- 天草市役所
- 本渡中央商店街（銀天街）
- 本戸城跡
- 殉教公園
- 天草切支丹館
- 本渡歴史民俗資料館

ほかに、金融機関やホテル、飲食店などもある。